# 阿秋法王
阿秋法王(蔣陽龍朵加參尊者)，（1927年—2011年），藏曆火兔年誕生於多康，姓氏屬阿察六祖氏之一的才塔雅家，家族乃是晉都阿晉家匝加多吉彭巡的神子；父名沃勒、母名阿靠。蔣陽龍朵加參尊者為藏密寧瑪巴的大怙主。
1985年，阿秋法王創建第二德山亞青鄔金禪林（亞青寺），為藏漢各省信眾傳授大圓滿法殊勝引導。四川省色達喇榮五明佛學院院長法王如意寶 · 晉美彭措炯列，將之大密心髓教法付囑，阿秋法王此成為寧瑪教法大怙主。

2011年7月23日(藏曆5月23日)淩晨，阿秋法王示現圓寂，圓寂後，蔣陽龍朵加參尊者法體縮小至60公分左右。

## 生平
- 十一歲時，昌根活佛阿瑞仁波切取名，仁波切賜名：「赤誠旦增」；噶托巷炯仁波切賜名為「赤誠桑波」。
- 十五歲時，於德雍堪布降陽 · 更嘎朗嘉前，具足羯磨師數而出家，取法名：降陽 · 更嘎丹佩，受道果等灌頂傳承法緣。[3]
- 十八歲時，上昌台的喇嘛扎才，授記為門傑南卡多吉的身語意化身，授記上語說：「水晶四山豕執時，妙法調教極興盛」。[1]
- 二十歲時，在宗瓦南卡嘉措的轉世昌根宗瓦降華扎巴座下，獲得了龍薩派的灌頂、傳承法類。
- 二十四歲時，在得則降華嘉參座下，受了喜金剛的道灌、續灌，卡雀母灌頂、扎仲瑪的灌頂、外內深道、妙音佛母的開許修誦、薩迦文殊秘修、白傘蓋佛母、度母等儀軌的加持開許。

## 阿秋喇嘛文集
- 〈金剛精要耳悅前行引導文〉
- 〈阿秋法王教導甚深放生行為〉
- 〈救護主·成就自在龍朵加參之心要略傳—增信妙藥〉
- 〈正信甘露－至尊上師阿秋仁波切開示〉[5]

## 弟子
- 益西加措仁波切 [6]
- 慈成加参仁波切 [7]

## 外部連結
- 阿秋法王遗教
- 喇嘛仁波切在缘起错乱的情况下打开圣山之门[]
- 西康亞青寺-阿秋法王圓寂法會 （页面存档备份，存于）
- 阿秋喇嘛观察一些亡人的因果报应、如何为亡人做经忏的内容[]